# قصعين تكساني
قصعين تكساني (الاسم العلمي:Salvia texana) هو نوع من النباتات يتبع جنس القصعين من الفصيلة الشفوية.